# Alt Sankt Johann
Alt Sankt Johann és un municipi del cantó de Sankt Gallen (Suïssa), situat al districte de Toggenburg.